# Marco Rottensteiner
Marco Rottensteiner (* 11. November 2004 in Oberndorf bei Salzburg) ist ein österreichischer Fußballspieler.

## Karriere
Rottensteiner begann seine Karriere beim SC Seeham. Im Oktober 2012 wechselte er zum USK Obertrum. Zur Saison 2013/14 wechselte er in die Jugend des FC Red Bull Salzburg, bei dem er ab der Saison 2018/19 auch sämtliche Altersstufen in der Akademie durchlief. Zur Saison 2022/23 wechselte er nach Deutschland zu den A-Junioren von Eintracht Frankfurt.
Nach einer Spielzeit im Ausland kehrte Rottensteiner zur Saison 2023/24 nach Österreich zurück und wechselte zum Regionalligisten SV Wals-Grünau. Für Wals-Grünau kam er in jener Saison zu 24 Einsätzen in der Regionalliga West. Zur Saison 2024/25 wechselte er zum Zweitligisten Schwarz-Weiß Bregenz. Sein Debüt in der 2. Liga gab er im August 2024, als er am zweiten Spieltag jener Saison gegen den ASK Voitsberg in der 79. Minute für Djawal Kaiba eingewechselt wurde.

## Persönliches
Sein Vater Helmut (* 1977) war ebenfalls Fußballspieler.